# Elpida
Elpida je obecně prospěšná společnost, která si klade za cíl pomáhat seniorům stát se samozřejmou, sebevědomou a respektovanou součástí společnosti. Sídlí v Praze, ale dosah jejích projektů je celorepublikový (Vital nebo Linka seniorů), v určitém smyslu celosvětový (Ponožky od babičky). Realizuje dlouhodobé projekty na podporu aktivního života seniorů. Provozuje Centrum Elpida – vzdělávací a kulturní centrum pro seniory z celé Prahy, Linku seniorů 800 200 007, vydává časopis Vital a mnohé další projekty, které sdružuje pod značkou Old's Cool. Elpida vznikla transformací z nadačního fondu.

## Projekty
Elpida za dobu svého vzniku spustila několik projektů.

### Linka seniorů
Linka seniorů 800 200 007 je anonymní a bezplatná telefonická krizová pomoc pro seniory, pečující o seniory a osoby v krizi. Nabízí volajícím důvěrný prostor pro sdílení jejich pocitů, provází je náročnými životními situacemi, poskytuje jim smysluplné kontakty na další služby a instituce.

### Centrum Elpida

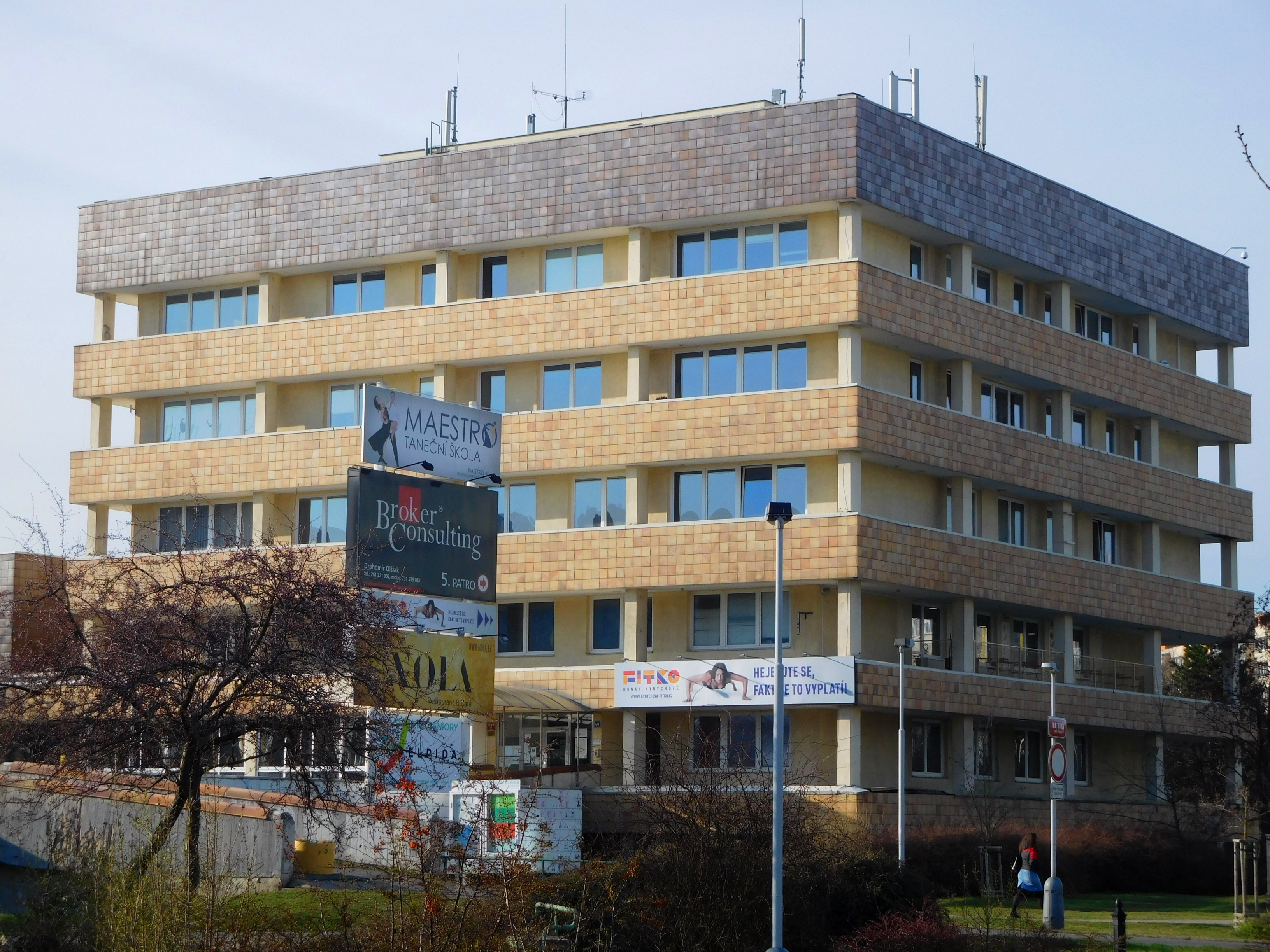
Předchozí sídlo Elpidy, Na Strži 40, Praha-Krč

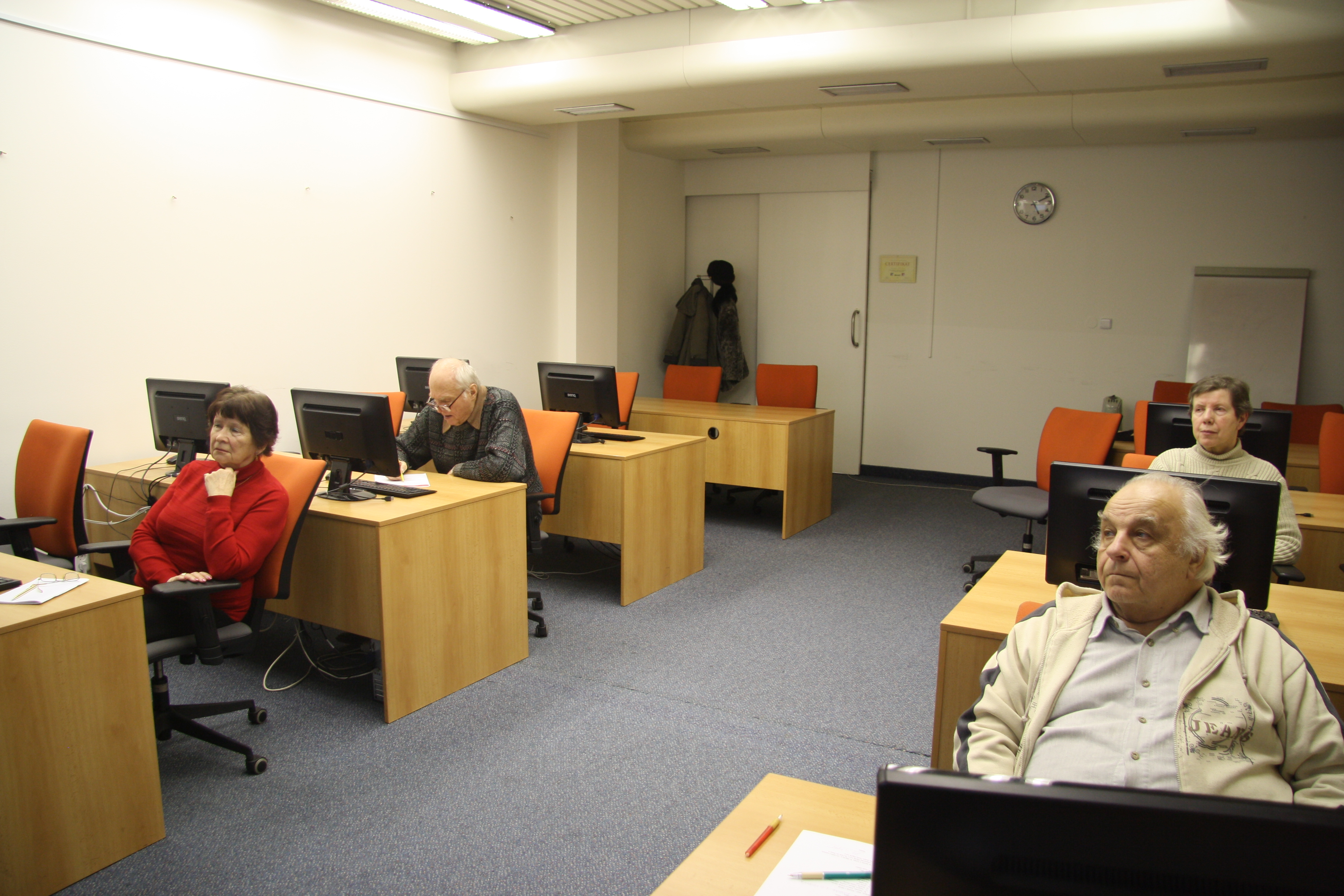
Počítačový kurz v Centru Elpida

Centrum Elpida je specializované vzdělávací centrum pro seniory. Provozuje počítačové, fotografické a jazykové kurzy a cvičení, tréninky paměti, přednášky, besedy, výstavy a tematické workshopy. Mimo jiné nabízí i několik forem poradenství. Centrum Elpida provozuje také kavárnu, kde je možné využít bezplatného připojení k internetu.

### Přístav 7
26. září 2017 bylo otevřeno další vzdělávací centrum nazvané Přístav 7, na adrese Jankovcova 8b, Praha 7.

### Časopis Vital
Společenský čtvrtletník, určený nejen seniorům. Časopis vychází od roku 2007. Zdarma je distribuován do pečovatelských zařízení pro seniory a do kulturních institucí po celé ČR.

### Old's Cool projekty
Jedná se o řadu projektů, které se zaměřují na zlepšování vnímání stáří a seniorů většinovou společností a podporují mezigenerační spolupráci. Mimo uvedené se jedná i o Kupbook, Sbor Elpida, 10 Dkg Bulgakova nebo kampaň Mluvme o stáří.

#### Ponožky od babičky
Ponožky od babičky plete přes 130 pletařek z celé republiky, každý kus je originál. Cena ponožek se skládá z honoráře pro pletařku a z příspěvku na programy pro seniory v Centru Elpida.

#### Refestival
ReFestival Elpida pořádá od roku 2013. Probíhá vždy na podzim, protože jedním z motivů, který k jeho založení vedl, byla oslava Mezinárodního dne seniorů připadající na 1. října. Během festivalového týdne se konají výstavy, koncerty, divadelní představení, diskuze, workshopy, kurzy a setkávání, které spojuje především mezigenerační přesah. Představují se během něho inspirativní osobnosti, kapacity, vzory i velké životní příběhy.